# Preparaty krwiopochodne
Preparaty krwiopochodne – preparaty lecznicze uzyskane z krwi pochodzącej z donacji, w wyniku jej przetworzenia (rozdzielenia na składniki i zakonserwowania).

## Preparaty krwiopochodne
- krew pełna konserwowana (KPK)
- koncentrat krwinek czerwonych (KKCz)
  - koncentrat krwinek czerwonych przemywanych
  - geglicerolizowane krwinki czerwone
  - ubogoleukocytarny koncentrat krwinek czerwonych
- koncentrat krwinek płytkowych
  - KKP otrzymany metodą manualną
  - KKP otrzymany metodą automatycznej aferezy (KKP-Af)
  - ubogoleukocytarny KKP (UKKP)
  - przemywany KKP (PKKP)
  - rekonstytuowany KKP (RKKP)
- koncentrat granulocytarny
- świeżo mrożone osocze
  - świeżo mrożone osocze po karencji
  - świeżo mrożone osocze inaktywowane
- krioprecypitat
- koncentraty czynnika krzepnięcia VIII i IX
- albuminy
- immunoglobuliny